# 천왕성에서 본 수성 일면통과
천왕성에서 본 수성 일면통과는 수성이 천왕성과 태양 사이를 정확히 통과할 때 발생한다. 천왕성에서 본 수성은 마치 태양 원반 위를 지나가는 작은 점처럼 보인다.
인류 중 누구도 천왕성에서 수성이 태양 표면을 지나가는 것을 본 자는 없으며, 가까운 미래에도 이 일은 일어나지 않을 가능성이 높다. 그러나 그런 점을 무시한다면, 가장 가까운 일면통과일은 2020년 10월 26일이다.
천왕성은 가스 행성이기 때문에 실질적으로 이 현상을 관측하려면 천왕성 주위를 도는 위성들의 표면에서 태양을 바라봐야 할 것이다. 이 경우 일면통과 발생 시각 및 기타 여건은 이론적인 시간에 비해 약간 달라질 수 있다.
공식 1/(1/P-1/Q)(여기서 P는 수성의 공전 주기 87.968435일, Q는 천왕성의 공전 주기 30,799.095일임)을 이용하면 수성과 천왕성의 회합 주기는 88.221일이다.
천왕성에서 관측 가능한 수성 일면 통과는 보통 특정 시기에 몰려서 자주 관측된다. 보통 이 몰림 현상은 두 시기로 구분되는데, 각 시기는 다음 시기와 40년의 격차를 두고 일정하게 반복된다.

## 과거와 미래의 수성 일면통과
| 천왕성에서 본 수성의 일면통과 (2001년 ~ 2100년)   | 천왕성에서 본 수성의 일면통과 (2001년 ~ 2100년) |
| ------------------------------------------------- | ----------------------------------------------- |
| 2020년 10월 26일                                  |                                                 |
| 2021년 1월 23일 보관됨 2012-12-13 - archive.today |                                                 |
| 2021년 4월 21일                                   |                                                 |
| 2021년 7월 18일 보관됨 2012-12-13 - archive.today |                                                 |
| 2021년 10월 14일                                  |                                                 |
| 2022년 1월 10일                                   |                                                 |
| 2022년 4월 8일                                    |                                                 |
| 2022년 7월 5일                                    |                                                 |
| 2022년 10월 1일                                   |                                                 |
| 2022년 12월 29일                                  |                                                 |
| 2023년 3월 27일                                   |                                                 |
| 2023년 6월 23일                                   |                                                 |
| 2023년 9월 19일                                   |                                                 |
| 2023년 12월 16일                                  |                                                 |
| 2024년 3월 13일                                   |                                                 |
| 2061년 5월 20일                                   |                                                 |
| 2061년 8월 17일                                   |                                                 |
| 2061년 11월 13일                                  |                                                 |
| 2062년 2월 9일                                    |                                                 |
| 2062년 5월 9일                                    |                                                 |
| 2062년 8월 5일                                    |                                                 |
| 2062년 11월 1일                                   |                                                 |
| 2063년 1월 29일                                   |                                                 |
| 2063년 4월 27일                                   |                                                 |
| 2063년 7월 25일                                   |                                                 |

## 같이 보기
- 통과 (천문학)